# Jordan Sanders
Jordan Sanders (* in Los Angeles, Kalifornien) ist ein US-amerikanischer Schauspieler, Musiker und Produzent. Bekannt wurde er vor allem durch seine Hauptrollen in den Filmen Fragile Heart (2022) und Dare to Say Yes (2023).

## Leben und Karriere

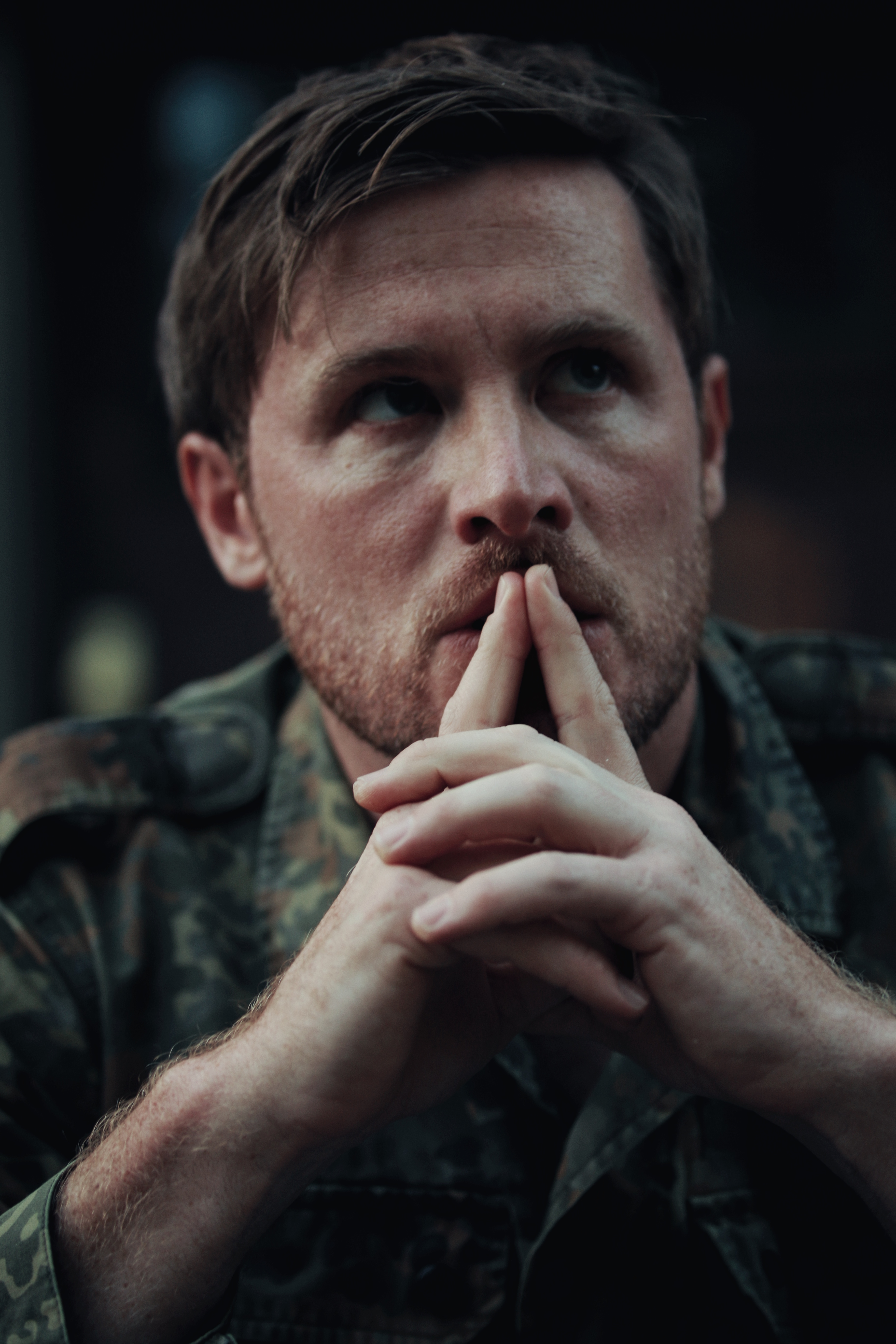

Jordan Sanders wurde in Los Angeles geboren und wuchs in einer Familie auf, die eng mit der Unterhaltungsbranche verbunden ist. Inspiriert durch seinen Vater, begann er früh, sich für Schauspiel, Musik und Filmproduktion zu begeistern. Seit über einem Jahrzehnt verfolgt er aktiv eine Karriere in diesen Bereichen.
Er erhielt seine Ausbildung an Schauspielinstituten, darunter The Actors Room, die Upright Citizens Brigade und das Meisner Conservatory. Diese Ausbildung half ihm, sich sowohl in der dramatischen als auch in der komödiantischen Schauspielkunst zu etablieren.
Sanders übernahm seine erste Hauptrolle in dem romantischen Drama Fragile Heart (2022), das auf Prime Video veröffentlicht wurde. Es folgte die Hauptrolle in der romantischen Komödie Dare to Say Yes (2023), die ebenfalls große Aufmerksamkeit erlangte. Sein neuestes Projekt ist der Thriller The American Terrorist (2024), in dem er eine tragende Rolle spielt. 
2025 ist Jordan Sanders in der Hauptrolle des Dr. Edward Wimbley, neben Stephen Baldwin und Kevin Sorbo, im Kinofilm Christmas Eve zu sehen.
Neben seiner Schauspielkarriere ist Sanders auch in der Musik- und Produktionsbranche tätig.
Jordan Sanders ist mit der deutschen Sängerin Jadu liiert.

## Filmografie (Auswahl)
- 2022: Fragile Heart
- 2023: Dare to Say Yes
- 2024: The American Terrorist
- 2025: Christmas Eve